# الضحوات
الضحوات قرية تقع في منطقة الباحة في السعودية، وتبعد عن مكة المكرمة حوالي (230 كم)، وتعداد سكان القرية تقريبا يفوق الـ(1500) نسمة.

## عنها
أراضي القرية خصبة وتشتهر بزراعة الخوخ والعنب واللوز وبعض الفواكه الأخرى، كما كانت تنتج القمح بكميات كبيرة وتعتبر في الزمن الماضي مكتفية ذاتيا لوجود الأبار العذبة وكثرة الأمطار الموسمية.